# A magyar női vízilabda-válogatott mérkőzései 2023-ban
A magyar női vízilabda-válogatott mérkőzései 2023-ban.

## Mérkőzések
| 2023. április 11. világkupa-selejtező 20:30 | Magyarország                                                       | 14–12            | Görögország                                                     | Rotterdam Nézőszám: 180 Játékvezetők: Ferrari (olasz) Schwartz (izraeli) |
| 2023. április 11. világkupa-selejtező 20:30 | (2–4, 3–4, 6–2, 3–2)                                               |                  |                                                                 | Rotterdam Nézőszám: 180 Játékvezetők: Ferrari (olasz) Schwartz (izraeli) |
| 2023. április 11. világkupa-selejtező 20:30 | Keszthelyi 6 Gurisatti 2 Parkes 2 Máté 1 Szegedi 1 Garda 1 Baksa 1 | Jegyzőkönyv      | Eleftheriádu 4 Xenáki 3 Janopúlu 2 V. Plevrítu 1 Nínu 1 Trihá 1 | Rotterdam Nézőszám: 180 Játékvezetők: Ferrari (olasz) Schwartz (izraeli) |
| 2023. április 11. világkupa-selejtező 20:30 | 11/4                                                               | Gól / emberelőny | 12/6                                                            | Rotterdam Nézőszám: 180 Játékvezetők: Ferrari (olasz) Schwartz (izraeli) |
| 2023. április 11. világkupa-selejtező 20:30 | 2/2                                                                | Gól / ötméteres  | 1/0                                                             | Rotterdam Nézőszám: 180 Játékvezetők: Ferrari (olasz) Schwartz (izraeli) |

| 2023. április 12. világkupa-selejtező 20:30 | Magyarország                                                                     | 17–11            | Ausztrália                                                                  | Rotterdam Nézőszám: 300 Játékvezetők: Ferrari (olasz) Segurana (spanyol) |
| 2023. április 12. világkupa-selejtező 20:30 | (6–2, 2–4, 5–1, 4–4)                                                             |                  |                                                                             | Rotterdam Nézőszám: 300 Játékvezetők: Ferrari (olasz) Segurana (spanyol) |
| 2023. április 12. világkupa-selejtező 20:30 | Szilágyi 4 Gurisatti 3 Hajdú 3 Keszthelyi 2 Parkes 2 Vályi 1 Mahieu 1 Leimeter 1 | Jegyzőkönyv      | A. Andrews 2 Arancini 2 Armit 2 Leeson-Smith 2 Ridge 1 C. Andrews 1 Casey 1 | Rotterdam Nézőszám: 300 Játékvezetők: Ferrari (olasz) Segurana (spanyol) |
| 2023. április 12. világkupa-selejtező 20:30 | 9/6                                                                              | Gól / emberelőny | 12/5                                                                        | Rotterdam Nézőszám: 300 Játékvezetők: Ferrari (olasz) Segurana (spanyol) |
| 2023. április 12. világkupa-selejtező 20:30 | 2/2                                                                              | Gól / ötméteres  | –                                                                           | Rotterdam Nézőszám: 300 Játékvezetők: Ferrari (olasz) Segurana (spanyol) |

| 2023. április 13. világkupa-selejtező 18:30 | Hollandia                                                    | 12–11            | Magyarország                                                           | Rotterdam Nézőszám: 400 Játékvezetők: McCall (amerikai) Segurana (spanyol) |
| 2023. április 13. világkupa-selejtező 18:30 | (2–2, 4–2, 3–4, 3–3)                                         |                  |                                                                        | Rotterdam Nézőszám: 400 Játékvezetők: McCall (amerikai) Segurana (spanyol) |
| 2023. április 13. világkupa-selejtező 18:30 | L. Rogge 5 Moolhuijzen 2 van de Kraats 2 Sevenich 2 Schaap 1 | Jegyzőkönyv      | Parkes 3 Gurisatti 2 Keszthelyi 2 Szilágyi 1 Mahieu 1 Faragó 1 Garda 1 | Rotterdam Nézőszám: 400 Játékvezetők: McCall (amerikai) Segurana (spanyol) |
| 2023. április 13. világkupa-selejtező 18:30 | 8/4                                                          | Gól / emberelőny | 12/6                                                                   | Rotterdam Nézőszám: 400 Játékvezetők: McCall (amerikai) Segurana (spanyol) |
| 2023. április 13. világkupa-selejtező 18:30 | 2/1                                                          | Gól / ötméteres  | –                                                                      | Rotterdam Nézőszám: 400 Játékvezetők: McCall (amerikai) Segurana (spanyol) |

| 2023. április 19. világkupa-selejtező 20:00 | Magyarország         | 8–10 | Egyesült Államok | Athén Játékvezetők: Boris Margeta (SLO) Natalia Markopoulou (GRE) |
| 2023. április 19. világkupa-selejtező 20:00 | (2–3, 1–2, 3–2, 2–3) |      |                  | Athén Játékvezetők: Boris Margeta (SLO) Natalia Markopoulou (GRE) |
| 2023. április 19. világkupa-selejtező 20:00 | Jegyzőkönyv          |      |                  | Athén Játékvezetők: Boris Margeta (SLO) Natalia Markopoulou (GRE) |

| 2023. április 20. világkupa-selejtező 16:00 | Magyarország         | 12–11 | Hollandia | Athén Játékvezetők: Aurélie Blanchard (FRA) Natalia Markopoulou (GRE) |
| 2023. április 20. világkupa-selejtező 16:00 | (5–4, 3–3, 2–2, 2–2) |       |           | Athén Játékvezetők: Aurélie Blanchard (FRA) Natalia Markopoulou (GRE) |
| 2023. április 20. világkupa-selejtező 16:00 | Jegyzőkönyv          |       |           | Athén Játékvezetők: Aurélie Blanchard (FRA) Natalia Markopoulou (GRE) |

| 2023. április 21. világkupa-selejtező 20:00 | Magyarország         | 13–3 | Olaszország | Athén Játékvezetők: Marta Cabañas (ESP) Aurélie Blanchard (FRA) |
| 2023. április 21. világkupa-selejtező 20:00 | (4–1, 6–1, 1–0, 2–1) |      |             | Athén Játékvezetők: Marta Cabañas (ESP) Aurélie Blanchard (FRA) |
| 2023. április 21. világkupa-selejtező 20:00 | Jegyzőkönyv          |      |             | Athén Játékvezetők: Marta Cabañas (ESP) Aurélie Blanchard (FRA) |

| 2023. június 11. barátságos 19:00 | Magyarország         | 12–7 | Olaszország | Hajós Alfréd Nemzeti Sportuszoda, Budapest Nézőszám: 2000 Játékvezetők: Várkonyi Gabriella (HUN) Debreceni Nóra (HUN) |
| 2023. június 11. barátságos 19:00 | (1–2, 2–3, 4–2, 5–0) |      |             | Hajós Alfréd Nemzeti Sportuszoda, Budapest Nézőszám: 2000 Játékvezetők: Várkonyi Gabriella (HUN) Debreceni Nóra (HUN) |
| 2023. június 11. barátságos 19:00 | Jegyzőkönyv          |      |             | Hajós Alfréd Nemzeti Sportuszoda, Budapest Nézőszám: 2000 Játékvezetők: Várkonyi Gabriella (HUN) Debreceni Nóra (HUN) |

| 2023. június 15. barátságos | Olaszország          | 9–12 | Magyarország | Anzio Nézőszám: 300 Játékvezetők: Ferrari (ITA) Nicolisi (ITA) |
| 2023. június 15. barátságos | (3–4, 3–3, 1–5, 2–0) |      |              | Anzio Nézőszám: 300 Játékvezetők: Ferrari (ITA) Nicolisi (ITA) |
| 2023. június 15. barátságos | Jegyzőkönyv          |      |              | Anzio Nézőszám: 300 Játékvezetők: Ferrari (ITA) Nicolisi (ITA) |

| 2023. június 20. barátságos : | Kanada               | 7–13                                    | Magyarország | Montréal |
| 2023. június 20. barátságos : | (1–4, 1–4, 2–2, 3–3) |                                         |              | Montréal |
| 2023. június 20. barátságos : |                      | Garda 6 Szilágyi 4 Faragó 2 Gurisatti 1 |              | Montréal |

| 2023. június 23. világkupa negyeddöntő 13:00 | Magyarország                                                                | 20–13            | Görögország                                                                      | Long Beach City College, Long Beach Játékvezetők: Danielle Dabbaghian (USA) Fiona Haigh (AUS) |
| 2023. június 23. világkupa negyeddöntő 13:00 | (6–2, 6–4, 3–2, 5–5)                                                        |                  |                                                                                  | Long Beach City College, Long Beach Játékvezetők: Danielle Dabbaghian (USA) Fiona Haigh (AUS) |
| 2023. június 23. világkupa negyeddöntő 13:00 | Keszthelyi 6 Leimeter 3 Garda 3 Mahieu 3 Tiba 3 Rybanska 2 Pőcze 1 Faragó 1 | Jegyzőkönyv      | E. Plevrítu 3 V. Plevrítu 3 Janopúlu 3 Eleftheriádu 2 Xenáki 1 Myriokefalitaki 1 | Long Beach City College, Long Beach Játékvezetők: Danielle Dabbaghian (USA) Fiona Haigh (AUS) |
| 2023. június 23. világkupa negyeddöntő 13:00 | 10/7                                                                        | Gól / emberelőny | 11/3                                                                             | Long Beach City College, Long Beach Játékvezetők: Danielle Dabbaghian (USA) Fiona Haigh (AUS) |
| 2023. június 23. világkupa negyeddöntő 13:00 | 1/1                                                                         | Gól / ötméteres  | 1/1                                                                              | Long Beach City College, Long Beach Játékvezetők: Danielle Dabbaghian (USA) Fiona Haigh (AUS) |

| 2023. június 24. világkupa elődöntő 17:00 | Egyesült Államok                                                                             | 16–10       | Magyarország                                                 | Long Beach City College, Long Beach Játékvezetők: Fiona Haigh (AUS) Giuliana Nicolosi (ITA) |
| 2023. június 24. világkupa elődöntő 17:00 | (3–4, 4–2, 4–2, 5–2)                                                                         |             |                                                              | Long Beach City College, Long Beach Játékvezetők: Fiona Haigh (AUS) Giuliana Nicolosi (ITA) |
| 2023. június 24. világkupa elődöntő 17:00 | Flynn 3 Musselman 3 Roemer 2 Naushul 2 Ausmus 2 A. Johnson 1 Prentice 1 Fattal 1 Gilchrist 1 | Jegyzőkönyv | Garda 4 Gurisatti 2 Hajdú 1 Keszthelyi 1 Rybanska 1 Faragó 1 | Long Beach City College, Long Beach Játékvezetők: Fiona Haigh (AUS) Giuliana Nicolosi (ITA) |

| 2023. június 25. világkupa 3. helyért 17:00 | Magyarország                                                | 15–18       | Spanyolország                                                                                                | Long Beach City College, Long Beach Játékvezetők: Tal Shildan (ISR) Giuliana Nicolosi (ITA) |
| 2023. június 25. világkupa 3. helyért 17:00 | (4–5, 5–6, 2–4, 4–3)                                        |             | | Long Beach City College, Long Beach Játékvezetők: Tal Shildan (ISR) Giuliana Nicolosi (ITA) |
| 2023. június 25. világkupa 3. helyért 17:00 | Garda 6 Hajdú 3 Keszthelyi 3 Gurisatti1 Rybanska 1 Faragó 1 | Jegyzőkönyv | Espar Llaquet 5 Leiton Arrones 3 Pena 2 Forca Ariza 2 Garcia Godoy 2 Ortiz 2 A. Ruiz Baril 1 E. Ruiz Baril 1 | Long Beach City College, Long Beach Játékvezetők: Tal Shildan (ISR) Giuliana Nicolosi (ITA) |

| 2023. július 16. világbajnokság selejtező 20:30 | Magyarország         | 11 – 10 | Kanada | Marine Messe Fukuoka, Fukuoka Játékvezetők: Marta Cabanas (ESP) Zhang Liang (CHN) |
| 2023. július 16. világbajnokság selejtező 20:30 | (5–3, 2–2, 1–2, 3–3) |         |        | Marine Messe Fukuoka, Fukuoka Játékvezetők: Marta Cabanas (ESP) Zhang Liang (CHN) |
| 2023. július 16. világbajnokság selejtező 20:30 | Jegyzőkönyv          |         |        | Marine Messe Fukuoka, Fukuoka Játékvezetők: Marta Cabanas (ESP) Zhang Liang (CHN) |

| 2023. július 18. világbajnokság selejtező 19:00 | Japán                | 21 – 26 | Magyarország | Marine Messe Fukuoka, Fukuoka Játékvezetők: Matan Schwartz (ISR) Frank Ohme (GER) |
| 2023. július 18. világbajnokság selejtező 19:00 | (4–5, 6–8, 5–7, 6–6) |         |              | Marine Messe Fukuoka, Fukuoka Játékvezetők: Matan Schwartz (ISR) Frank Ohme (GER) |
| 2023. július 18. világbajnokság selejtező 19:00 | Jegyzőkönyv          |         |              | Marine Messe Fukuoka, Fukuoka Játékvezetők: Matan Schwartz (ISR) Frank Ohme (GER) |

| 2023. július 20. világbajnokság selejtező 12:00 | Magyarország         | 23 – 5 | Új-Zéland | Marine Messe Fukuoka, Fukuoka Játékvezetők: Veselin Mišković (MNE) Marta Cabanas (ESP) |
| 2023. július 20. világbajnokság selejtező 12:00 | (6–3, 3–0, 9–2, 6–0) |        |           | Marine Messe Fukuoka, Fukuoka Játékvezetők: Veselin Mišković (MNE) Marta Cabanas (ESP) |
| 2023. július 20. világbajnokság selejtező 12:00 | Jegyzőkönyv          |        |           | Marine Messe Fukuoka, Fukuoka Játékvezetők: Veselin Mišković (MNE) Marta Cabanas (ESP) |

| 2023. július 24. világbajnokság negyeddöntő 20:30 | Magyarország         | 9 – 12 | Spanyolország | Marine Messe Fukuoka, Fukuoka Játékvezetők: Alessia Ferrari (ITA) Nenad Peris (CRO) |
| 2023. július 24. világbajnokság negyeddöntő 20:30 | (2–3, 2–3, 3–4, 2–2) |        |               | Marine Messe Fukuoka, Fukuoka Játékvezetők: Alessia Ferrari (ITA) Nenad Peris (CRO) |
| 2023. július 24. világbajnokság negyeddöntő 20:30 | Jegyzőkönyv          |        |               | Marine Messe Fukuoka, Fukuoka Játékvezetők: Alessia Ferrari (ITA) Nenad Peris (CRO) |

| 2023. július 26. világbajnokság 5–8. helyért 15:30 | Magyarország         | 10 – 9 | Görögország | Marine Messe Fukuoka, Fukuoka Játékvezetők: Matan Schwartz (ISR) Zhang Liang (CHN) |
| 2023. július 26. világbajnokság 5–8. helyért 15:30 | (2–1, 2–2, 5–4, 1–2) |        |             | Marine Messe Fukuoka, Fukuoka Játékvezetők: Matan Schwartz (ISR) Zhang Liang (CHN) |
| 2023. július 26. világbajnokság 5–8. helyért 15:30 | Jegyzőkönyv          |        |             | Marine Messe Fukuoka, Fukuoka Játékvezetők: Matan Schwartz (ISR) Zhang Liang (CHN) |

| 2023. július 28. világbajnokság 5. helyért 16:30 | Magyarország                                                        | 13–15       | Egyesült Államok                                                      | Marine Messe Fukuoka, Fukuoka Játékvezetők: Zhang Liang (CHN) Marta Cabanas Pegdo (ESP) |
| 2023. július 28. világbajnokság 5. helyért 16:30 | (2–4, 3–1, 4–5, 2–1, 2–4)                                           |             |                                                                       | Marine Messe Fukuoka, Fukuoka Játékvezetők: Zhang Liang (CHN) Marta Cabanas Pegdo (ESP) |
| 2023. július 28. világbajnokság 5. helyért 16:30 | Keszthelyi 4 Máté 2 Szilágyi 1 Parkes 1 Leimeter 1 Faragó 1 Garda 1 | Jegyzőkönyv | Raney 3 Musselmann 2 Roemer 2 Fattal 1 Steffens 1 Neushul 1 Sekulic 1 | Marine Messe Fukuoka, Fukuoka Játékvezetők: Zhang Liang (CHN) Marta Cabanas Pegdo (ESP) |

| 2023. december 16. barátságos 18:00 | Magyarország | 13–8             | Kína                                               | Bitskey Aladár Uszoda, Eger Nézőszám: 400 Játékvezetők: Debreczeni Nóra Kovács Soma |
| 2023. december 16. barátságos 18:00 | (5–1, 1–2, 5–3, 2–2)                                                                                            |                  |                                                    | Bitskey Aladár Uszoda, Eger Nézőszám: 400 Játékvezetők: Debreczeni Nóra Kovács Soma |
| 2023. december 16. barátságos 18:00 | Keszthelyi 5 Szilágyi 1 Mészáros Farkas 1 Gurisatti 1 Mahieu 1 Horváth B. 1 Leimeter 1 Dobi 1 Peresztegi Nagy 1 | Jegyzőkönyv      | Yan Si Ya 4 Zhong Qi Yum 2 Wang Xuan 1 Wang Huan 1 | Bitskey Aladár Uszoda, Eger Nézőszám: 400 Játékvezetők: Debreczeni Nóra Kovács Soma |
| 2023. december 16. barátságos 18:00 | 3/7 | Gól / emberelőny | 3/8                                                | Bitskey Aladár Uszoda, Eger Nézőszám: 400 Játékvezetők: Debreczeni Nóra Kovács Soma |
| 2023. december 16. barátságos 18:00 | 0/1 | Gól / ötméteres  | 0/1                                                | Bitskey Aladár Uszoda, Eger Nézőszám: 400 Játékvezetők: Debreczeni Nóra Kovács Soma |

| 2023. december 17. barátságos 14:45 | Magyarország                                               | 13–5             | Kína                                                       | Komjádi uszoda, Budapest Játékvezetők: Sajben Nikolett Kun György |
| 2023. december 17. barátságos 14:45 | (4–1, 3–2, 2–1, 4–1)                                       |                  |                                                            | Komjádi uszoda, Budapest Játékvezetők: Sajben Nikolett Kun György |
| 2023. december 17. barátságos 14:45 | Parkes 4 Gurisatti 2 Mahieu Szabó N. 2 Szilágyi 2 Faragó 1 | Jegyzőkönyv      | Yan Si Ya 1 Yan Ying 1 Lu Yiwen 1 Wang Huan 1 Zhang Jing 1 | Komjádi uszoda, Budapest Játékvezetők: Sajben Nikolett Kun György |
| 2023. december 17. barátságos 14:45 | 5/6                                                        | Gól / emberelőny | 2/11                                                       | Komjádi uszoda, Budapest Játékvezetők: Sajben Nikolett Kun György |
| 2023. december 17. barátságos 14:45 | 0/0                                                        | Gól / ötméteres  | 0/0                                                        | Komjádi uszoda, Budapest Játékvezetők: Sajben Nikolett Kun György |

| 2023. december 28. barátságos 18:00 | Spanyolország                                                  | 7–5 | Magyarország                                 | Barcelona Játékvezetők: Alex Márquez Xavier Buch |
| 2023. december 28. barátságos 18:00 | (1–2, 5–1, 0–1, 1–1)                                           |     |                                              | Barcelona Játékvezetők: Alex Márquez Xavier Buch |
| 2023. december 28. barátságos 18:00 | B. Ortiz 2 N. Pérez 1 Crespi 1 E. Ruiz 1 A. Ruiz 1 Piralkova 1 |     | Leimeter 2 Gurisatti 1 Parkes 1 Keszthelyi 1 | Barcelona Játékvezetők: Alex Márquez Xavier Buch |